# Josh Donaldson
Joshua Adam Donaldson (Pensacola, 8 dicembre 1985) è un giocatore di baseball statunitense, terza base per i New York Yankees della Major League Baseball (MLB).

## Primi anni
Donaldson nacque a Pensacola in Florida e frequentò la Pace High School di Pace finché sua madre optò perché cambiasse istituto, iscrivendolo alla Faith Academy (una scuola privata cristiana) di Mobile, Alabama. Diplomatosi, si iscrisse alla Auburn University dove giocò nella squadra di baseball del college come ricevitore e terza base.

## Carriera

### Minor League Baseball (MiLB)
Donaldson fu scelto come ricevitore, nel primo giro (48º) del Draft MLB 2007 dai Chicago Cubs. Nel suo primo anno da professionista giocò in classe Rookie e in classe A-breve.
Nel 2008 fu promosso in classe A. L'8 luglio i Cubs scambiarono Donaldson, assieme a Matt Murton, Eric Patterson e Sean Gallagher, con gli Oakland Athletics in cambio di Rich Harden e Chad Gaudin. Fu assegnato in Classe A-avanzata dove giocò per il resto della stagione. Nel 2009 fu promosso in Doppia-A, giocando per l'intera stagione nella categoria. Incominciò la stagione 2010 in Tripla-A.

### Major League (MLB)

#### Oakland Athletics
Esordì nella MLB il 30 aprile 2010, al Rogers Centre di Toronto contro i Toronto Blue Jays. Giocò l'intera stagione 2011 nella Tripla-A della Minor League. Nel 2012 cambiò ruolo da ricevitore a terza base. Nel 2013 si classificò al quarto posto nel premio di MVP dell'American League e l'anno successivo fu convocato per il suo primo All-Star Game.

#### Toronto Blue Jays
Il 28 novembre 2014, Donaldson fu scambiato con i Toronto Blue Jays. Il 1º giugno fu nominato giocatore della settimana dell'American League dopo avere battuto tra il 25 e il 31 maggio con .440, con 11 punti segnati, 6 fuoricampo e 11 punti battuti a casa. Il mese successivo fu convocato come titolare per l'All-Star Game. In una gara contro i Los Angeles Angels of Anaheim il 22 agosto, Donaldson divenne il primo giocatore a raggiungere i 100 RBI nel 2015. Per la fine di agosto, diversi osservatori incominciarono a definire la sua stagione con una delle migliori della storia dei Blue Jays. Il 7 settembre batté il suo centesimo fuoricampo in carriera. Il 40º della stagione lo fece registrare il 25 settembre, unendosi a Shawn Green e Carlos Delgado come unici altri giocatori della storia della franchigia a raggiungere i 40 doppi e i 40 home run nella stessa stagione. Donaldson concluse la stagione regolare con .297 in battuta, 122 punti segnati, 41 doppi, 41 fuoricampo e 123 RBI. Il 19 novembre fu premiato come MVP dell'American League, superando Mike Trout e Lorenzo Cain. Fu il secondo giocatore della storia di Toronto a vincere tale riconoscimento dopo George Bell nel 1987. Incominciò la stagione 2018 con un problema al braccio destro che gli impediva di tirare la palla correttamente nonostante il problema non fosse serio, i Blue Jays scelsero di schierarlo temporaneamente come battitore designato. Il 13 aprile fu inserito nella lista degli infortunati per 10 giorni.

#### Cleveland Indians
Il 31 agosto 2018, i Blue Jays scambiarono Donaldson con i Cleveland Indians per un giocatore da nominare in seguito. Il 5 ottobre, i Blue Jays inviarono Julian Merryweather a Cleveland, completando lo scambio. Donaldson divenne free agent a fine stagione.

#### Atlanta Braves
Il 26 novembre 2018, Donaldson un contratto di un anno del valore di 23 milioni di dollari con gli Atlanta Braves.

#### Minnesota Twins
Il 22 gennaio 2020, Donaldson firmò un contratto quadriennale dal valore complessivo di 92 milioni di dollari con i Minnesota Twins.

#### New York Yankees
Il 13 marzo 2022, i Twins scambiarono Donaldson, Isiah Kiner-Falefa e Ben Rortvedt con i New York Yankees per Gary Sánchez e Gio Urshela.

## Palmarès
- MVP dell'American League: 1

2015
- MLB All-Star: 3

2014, 2015, 2016
- Silver Slugger Award: 2

2015, 2016
- Hank Aaron Award: 1

2015
- Comeback Player of the Year: 1

2019
- Leader della American League in punti battuti a casa: 1

2015
- Giocatore del mese dell'American League: 1

(settembre 2013)
- Giocatore della settimana dell'American League: 4

(28 aprile 2013, 31 maggio 2015, 9 agosto 2015, 19 giugno 2016)